# Familiengrab Rheinhold

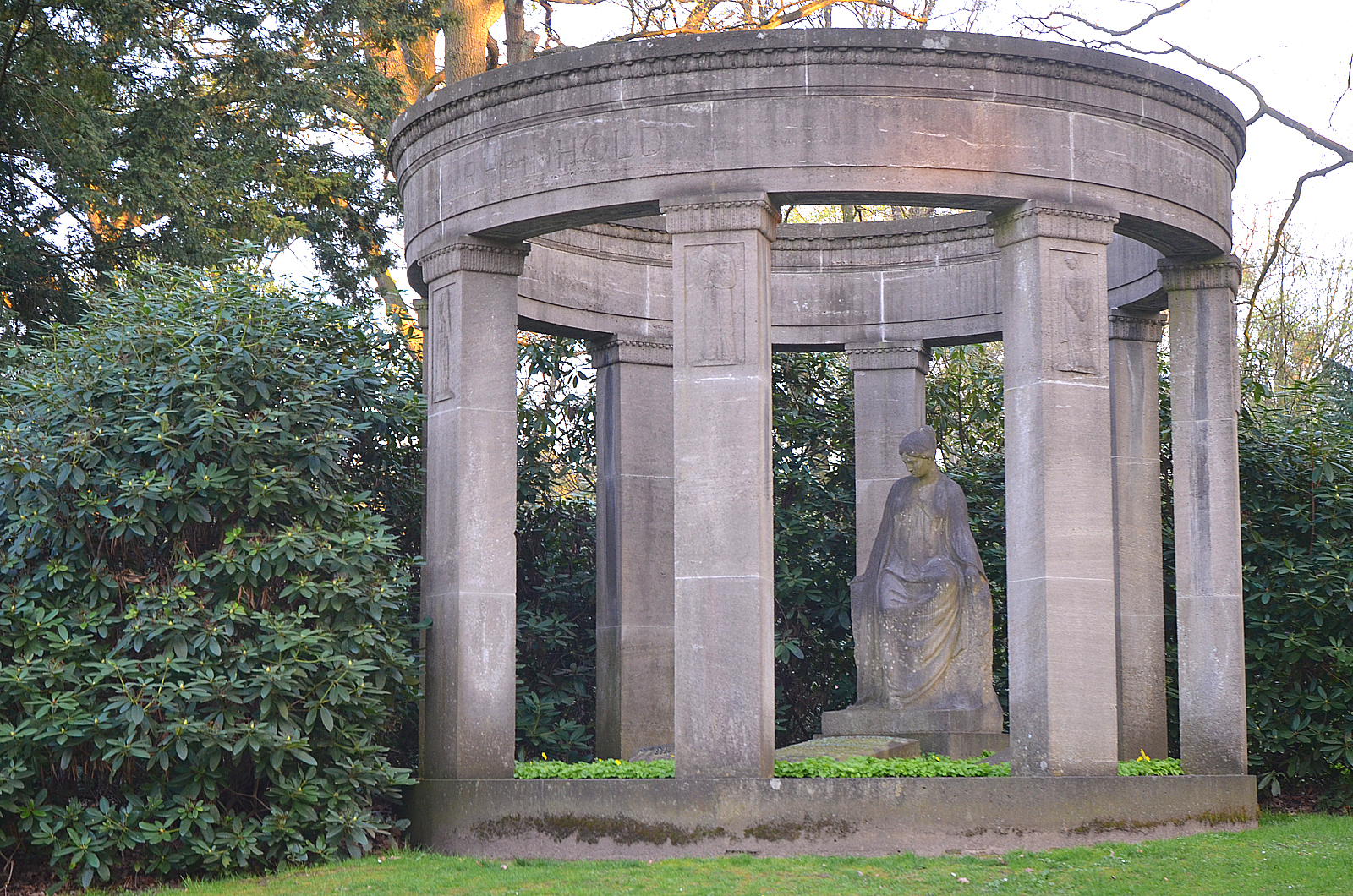
Erbbegräbnis der Familie Rheinhold mit Exedra von Hermann Schaedtler und Trauernder von Richard Engelmann

Das Familiengrab Rheinhold auf dem Stadtfriedhof Stöcken in Hannover gilt als eines der schönsten Grabdenkmäler des 20. Jahrhunderts in der niedersächsischen Landeshauptstadt.

## Geschichte

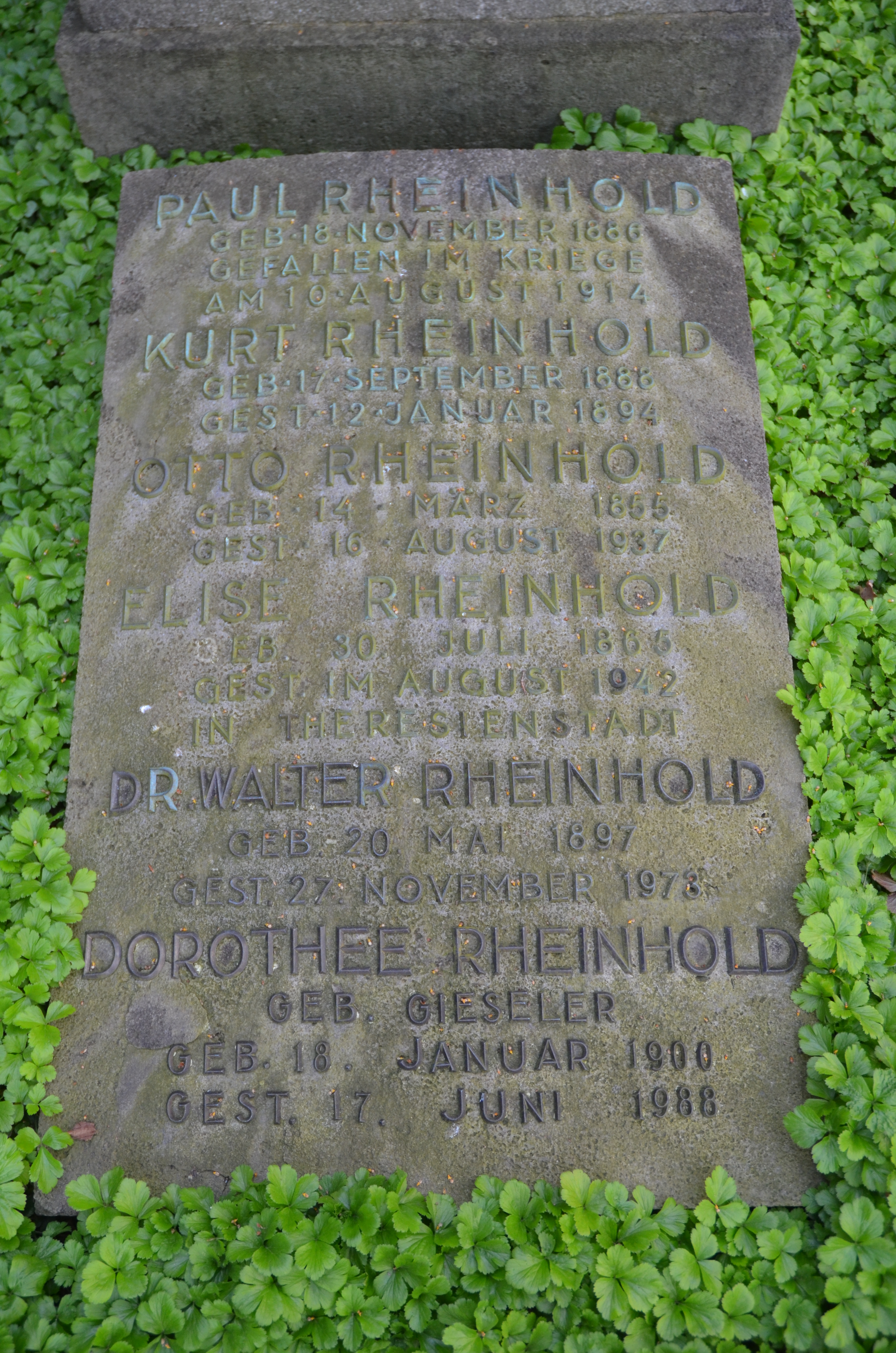
Grabstein für 6 Familienmitglieder, darunter die im KZ Theresienstadt im August 1942 ermordete Elise Rheinhold

Das Grabmal für die Familie Rheinhold, darunter der Kaufmann Otto Rheinhold, entstand nach dem Tod des 1914 im Ersten Weltkrieg gefallenen Sohnes Paul Otto Rheinhold. Die Familie beauftragte den Hannoveraner Architekten Hermann Schaedtler zum Bau eines zugleich noblen wie einfachen Pfeilerrunds aus Muschelkalk. Das Grabmal, das von vornherein als Grabstätte der Familie und als Erbbegräbnis konzipiert war, wurde 1915 errichtet. Die Exedra, zählt zu den herausragendsten architektonischen Schöpfungen Schaedtlers in der Sepulkralkultur.
1916 lieferte der Bildhauer Richard Engelmann als Grabstatue eine in Marmor gehauene Trauernde, die teils als Sinnbild, teils für ein leibhaftiges Wesen steht. Während der Kopf der Sitzenden mit geschlossenem Mund leicht gesenkt mit mildem Gesichtsausdruck zu Boden blickt, lässt sich vom Körper das angezogene linke Bein erahnen unter einem einfachen, in großen Faltenröhren bis zum Boden gehenden Gewand. Trotz seiner Größe von 2 Metern ist das Bildwerk „auf eine knappe Form von edlem Leben zurückgeführt.“

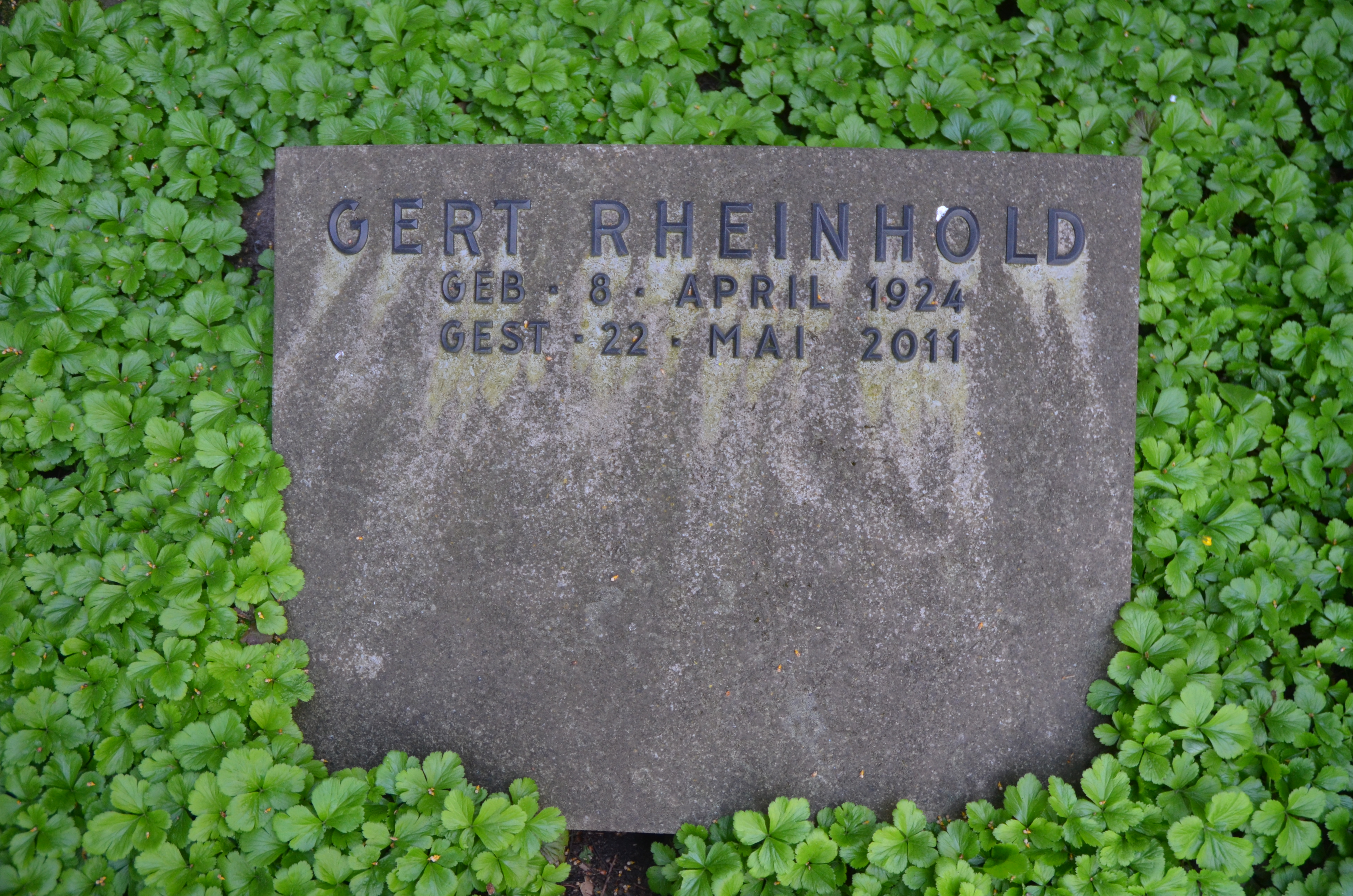
Grabplatte für Gert Rheinhold (1924–2011)

Auf der Totentafel zu Füßen der Skulptur sind die mit drei weiteren Namen und Lebens- und Sterbensdaten versehenen erwähnten Mitglieder der Familie aufgelistet, darunter ein als Kind verstorbener Bruder von Paul Otto Rheinhold sowie den 1937 gestorbenen Vater. Die ebenfalls aufgeführte Mutter der beiden Brüder starb als hochbetagte Frau. Sie konnte jedoch nicht in Stöcken bestattet werden, da sie als Angehörige einer Familie mit jüdischen Wurzeln an einem unbekannten Tag im August 1942 im Konzentrationslager Theresienstadt starb.